# Teodora Kajiani
Teodora Kajiani –en geogiano, თეოდორა კახიანი– (14 de octubre de 1993) es una deportista georgiana que compite en esgrima, especialista en la modalidad de sable. Ganó una medalla de oro en el Campeonato Europeo de Esgrima de 2017, en la prueba individual.

## Palmarés internacional
| Campeonato Europeo | Campeonato Europeo | Campeonato Europeo | Campeonato Europeo |
| Año                | Lugar              | Medalla            | Prueba             |
| ------------------ | ------------------ | ------------------ | ------------------ |
| 2017               | Tiflis (Georgia)   | Medalla de oro     | Sable individual   |